# Банановий зв'язок

Дуже буквальне зображення бананових зв'язків у циклопропані.

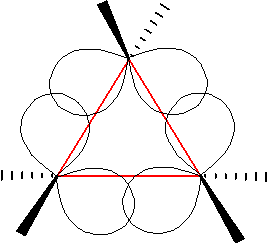
Однією з перших теорій циклопропану була так звана модель Коулсона-Моффітта (1947).

Бана́новий зв'язо́к (англ. bent bond, banana bond) — хімічний зв'язок.

## Загальна зарактеристика
Банановий зв'язок — хімічний зв'язок у малих циклах (три- й чотиричленних), в якому напрямки зв'язуючих орбіталей не накладаються з відповідною стороною геометричної фігури циклу (три- або чотирикутника). Це пов'язано з нееквівалентністю гібридних орбіталей C в малому циклі: орбіталі, спрямовані на зовнішні зв'язки, мають більший s-характер, ніж звичайні sp3-орбіталі (є близькі до sp2-стану), тоді як орбіталі, що утворюють циклічні зв'язки, мають менший s- і більший р- характер(sp3), що зменшує циклічні напруження і робить такі зв'язки середніми між одинарними й подвійними.
Найбільш відомою сполукою, для опису будови якої необхідно застосовувати поняття банановий зв'язок, є диборан (B2H6).

Схема утворення бананового зв'язку
Довжини зв'язків і кути у диборані

Синонім — зігнутий зв'язок.

## Інтернет-ресурси
- NMR experiment